# Maria Cristina de Saboia
Maria Cristina Carlota Josefina Caetana Elisa de Saboia (em italiano: Maria Cristina Carlotta Giuseppa Gaetana Efisia di Savoia; Cagliari, 14 de novembro de 1812 — Nápoles, 21 de janeiro de 1836) foi uma princesa sarda, a primeira esposa do rei Fernando II e Rainha Consorte das Duas Sicílias.

## Família
Maria Cristina era a filha mais jovem do rei Vítor Emanuel I da Sardenha e de sua esposa, a arquiduquesa Maria Teresa de Áustria-Este. 
Seus avós paternos eram o rei Vítor Amadeu III da Sardenha e a infanta Maria Antônia Fernanda da Espanha. Seus avós maternos eram o arquiduque Fernando Carlos de Áustria e Maria Beatriz d'Este, duquesa de Massa e princesa de Carrara.
Maria Cristina nasceu em Cagliari em 14 de novembro de 1812, durante o período revolucionário e quando Piemonte, onde ficava a capital do reino, Turim, foi ocupada por tropas francesas. De volta a Turim, ainda muito jovem, ela foi educada na corte.
Em 1830, a aristocracia de Turim organizou em sua homenagem uma grande festa para seu noivado com Fernando II das Duas Sicílias; A baronesa Olimpia Savio, que naquela ocasião estava fazendo sua estréia na sociedade, recorda em suas memórias: "A princesa Cristina não tinha mais de 20 anos: era bonita, de uma beleza séria e doce: alta, branca, dois grandes ondas de mechas marrons com anéis adornavam poeticamente aquele rosto pálido e pálido, iluminado por dois grandes olhos expressivos, vestido com um vestido azul e branco, as cores do céu a que estava destinado e carregando um grande diadema de diamantes na testa. o rótulo rígido não permitia. Atraído por aquela personalidade agradável, distinta e ao mesmo tempo tão modesta, eu não tinha olhos e simpatias por ela, a única atraente entre aquelas cabeças coroadas ". Havia também suas irmãs, as duquesas de Modena e Lucca, e sua mãe, a rainha Maria Teresa da Áustria-Este, uma mulher de espírito forte, mas pouco amada por sua arrogância e aversão às liberdades políticas.

## Biografia

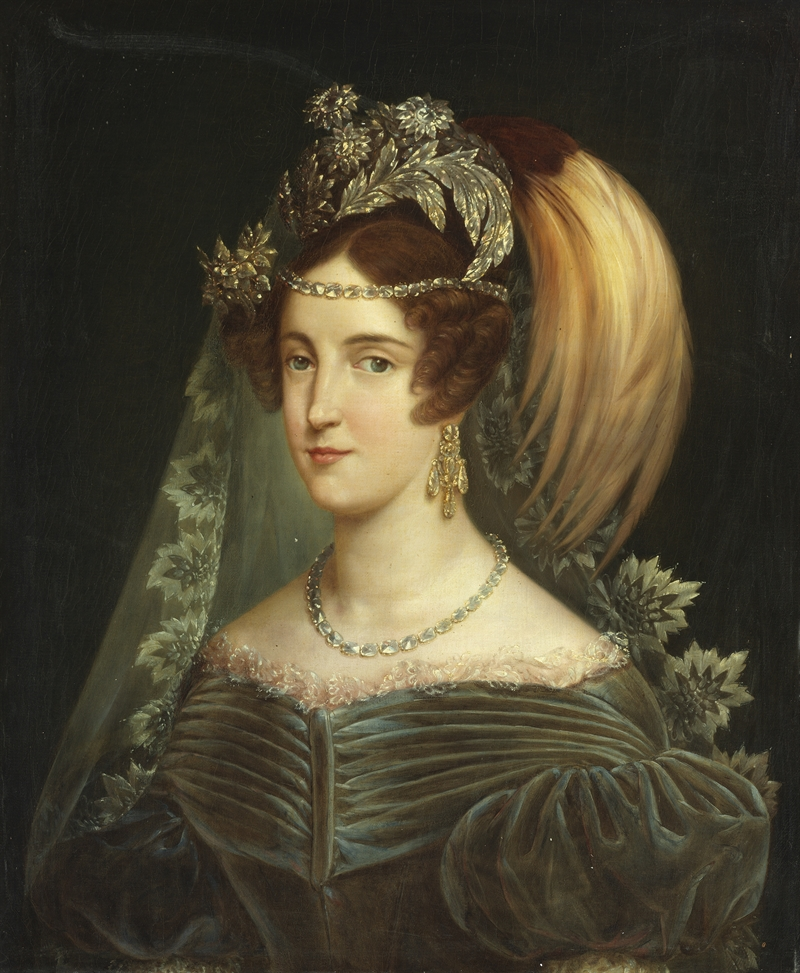
Maria Cristina por Giuseppe Navarra.

No dia 21 de novembro de 1832, a princesa, então com vinte anos de idade, desposou o rei Fernando II das Duas Sicílias, de vinte e um anos. Eles tiveram apenas um filho, o futuro Francisco II das Duas Sicílias, em 1836. Maria Cristina morreu cinco dias depois do parto.
Maria Cristina era extremamente religiosa e extremamente devota: uma cristã fervorosa, ela se viu morando em um tribunal cujo estilo de vida estava muito longe de sua sensibilidade. Com o exuberante marido, houve alguma dificuldade no relacionamento, mas a mulher conseguiu refinar, se não os costumes, pelo menos a política repressiva. Nos poucos anos em que foi rainha, conseguiu impedir a execução de todas as penas de morte e "enquanto ela vivesse, todos os condenados à morte seriam graciosos".
No entanto, ele não teve a oportunidade de se aventurar em outra interferência política: dedicou-se principalmente a ações de bondade para com os pobres e os doentes. Uma mulher de grande mansidão, fez-se muito apreciada por todos e sabia como reagir de maneira inteligente às piadas do marido: uma história diz que um dia, quando a rainha estava sentada ao piano, Fernando puxou a cadeira para trás e riu, ouvindo sua resposta: «Pensei: ter casado com o rei de Nápoles, não um lazzarone".

### Morte
Maria Cristina morreu aos 24 anos pelos efeitos colaterais do parto, ao dar à luz seu único filho Francisco, que com a morte de seu pai teria subido ao trono, tornando-se o último rei do Reino das Duas Sicílias. O próprio Francisco teria sido educado na adoração de sua mãe, chamada de Santa Rainha. Fernando, menos de um ano depois, se casou com Maria Teresa, de Habsburgo-Teschen.
O único filho de Francisco II e sua esposa Maria Sofia da Baviera, uma menina que nasceu quando seus pais já estavam no exílio, recebeu o nome de sua avó. No entanto, a pequena Maria Cristina Pia viveu apenas alguns meses.

Em 3 de maio de 2013, o Papa Francisco autorizou a promulgação do decreto apresentado pela Congregação para as Causas dos Santos que reconhecia um milagre ocorrido pela intercessão de Maria Cristina. A missa de beatificação foi celebrada em 25 de janeiro de 2014 na Basílica de Santa Clara, em Nápoles, onde a rainha encontra-se sepultada. Sua festa litúrgica ocorre todo dia 31 de  janeiro.

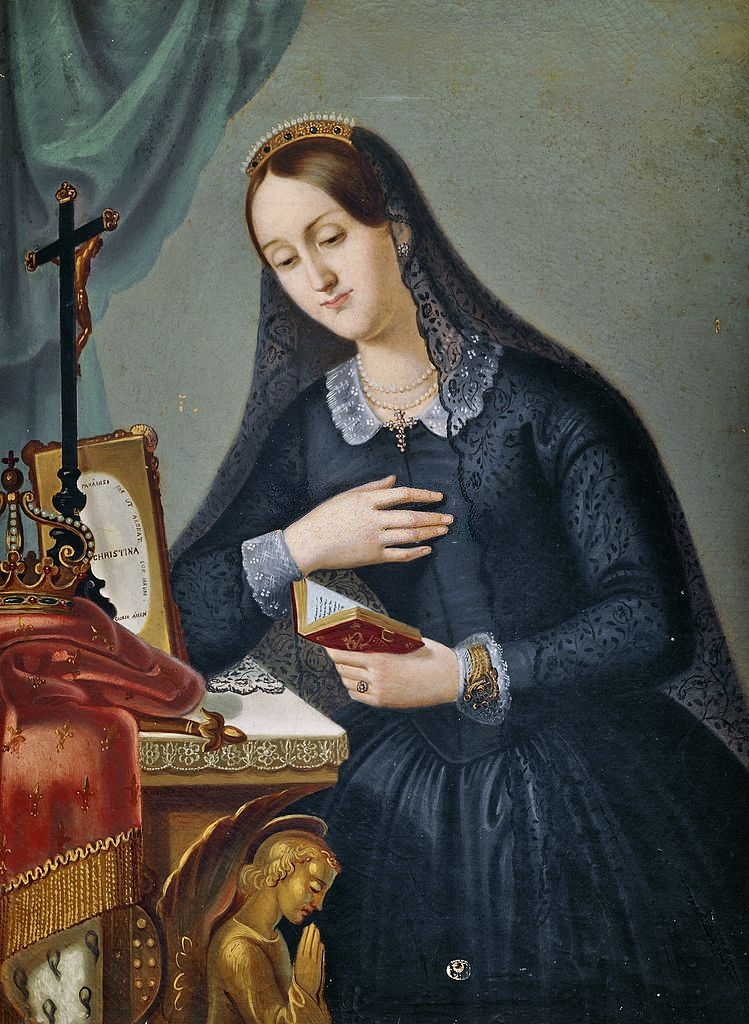
Maria Cristina por Filippo Marsigli.

## Títulos e honras
- 14 de novembro de 1812 - 21 de novembro de 1832: Sua Alteza Real a princesa Maria Cristina de Saboia, Princesa da Sardenha
- 21 de novembro de 1832 - 21 de janeiro de 1836: Sua Majestade a Rainha das Duas Sicílias

### Póstumas
- 10 de julho de 1872 - 6 de maio de 1937: Serva de Deus Maria Cristina de Saboia, Rainha das Duas Sicílias
- 6 de maio de 1937 - 25 de janeiro de 2014: Venerável Serva de Deus Maria Cristina de Saboia, Rainha das Duas Sicílias
- 25 de janeiro de 2014 - presente: Beata Maria Cristina de Saboia, Rainha das Duas Sicílias